# 厲河
厲河，本名呂學章，香港作家、翻譯，從事出版及編劇工作，兒童故事系列《大偵探福爾摩斯小說》的作者。其妻子是香港導演黎妙雪。

## 經歷
厲河在香港完成中六後前往日本留學。1987年畢業於日本法政大學，取得日本文學學士學位。回港後加入嘉禾娛樂，負責港產電影在日本的發行及宣傳工作。此外，他亦從事日本電影的中文字幕翻譯工作，其中包括日本電影大師黑澤明的大部分作品。1990年他又在美國紐約大學攻讀電影研究碩士學位課程。2年後加入文化傳信，負責將日本漫畫引入香港市場。1994年，厲河和鄧永雄成立正文社，初期業務主要包括翻譯並出版日本漫畫、創辦兒童漫畫雜誌《CO-CO!》及出版日本旅遊書等。其後公司又出版兒童科普雜誌《兒童的科學》及通識雜誌《兒童的學習》。
2010年起，厲河編寫《大偵探福爾摩斯》兒童故事系列，故事改編自英國偵探小說家亞瑟·柯南·道爾所著的《夏洛克·福爾摩斯》偵探故事，並加入科學元素，本為兒童雜誌裡的連載故事，後來由於反應良好，獨立成書出版，截至2021年1月底共已出版52集，上市6年累計銷量超逾600萬册。2016年起更先後推出《大偵探福爾摩斯》的英文版及漫畫版。
憑著系列的成功，他於2017年獲香港教育城頒發小學生最愛作家獎、小學生最愛書籍獎及小學組教師推薦好讀獎（第35集《速度的魔咒》）。同年又獲香港出版雙年奬頒發出版獎（第34集《美味的殺意》）。於2019年第16屆小學生書叢榜選舉中，他獲香港教育專業人員協會頒發最喜愛作家獎和十本好書獎（《大偵探福爾摩斯寫作教室》）。同年八月，系列第18集《逃獄大追捕》及第32集《逃獄大追捕II》被改編成動畫電影《大偵探福爾摩斯：逃獄大追捕》在香港公映，廣獲好評。同年11月，該片更於2019中國國際兒童電影節中獲得我最喜愛的動畫片獎。
厲河也參與電影編劇工作，作品包括《戀之風景》、《玻璃，少女。》、《情谜》、香港電台《沒有牆的世界》電視劇集系列—《視界良好》等，以上作品均由其妻子黎妙雪執導。